# Ochetorhynchus melanurus
Ochetorhynchus melanurus là một loài chim trong họ Furnariidae.